# The Greaser's Gauntlet
The Greaser's Gauntlet é um filme mudo de curta metragem estadunidense do gênero aventura, lançado em 1908 e dirigido por D. W. Griffith.

## Elenco
- Wilfred Lucas
- Arthur V. Johnson
- Marion Leonard
- Charles Inslee
- Linda Arvidson
- Kate Bruce
- John T. Dillon
- George Gebhardt
- Anthony O'Sullivan
- Harry Solter